# Cappella musicale di Santa Maria in Via
La Cappella Musicale di Santa Maria in Via è una Cappella musicale che ha sede presso la Chiesa di Santa Maria in Via a Roma, fondata da padre Giovanni Maria Catena nel 1944. Dal 2003 è diretta dal M° Luigi Ciuffa, Direttore del Conservatorio Francesco Morlacchi di Perugia.

## Storia
Nacque come Associazione Fanciulli Cantori di Santa Maria in Via il 22 novembre (festa di santa Cecilia, patrona della musica) del 1944 con un piccolo nucleo di ragazzi che frequentavano la parrocchia, dove padre Giovanni Maria Catena aveva organizzato una vera e propria scuola di musica, con l'aiuto di altri religiosi dell'annesso convento (padre Manetto Maria Salvador e successivamente anche padre Giuseppe Maria Benassi e, come insegnante di solfeggio e teoria musicale, l'organista padre Raffaele Maria Preite).
Il coro animava le messe della parrocchia e svolgeva un'intensa attività concertistica. Importante fu la stretta collaborazione con la Cappella Musicale Liberiana (della Basilica di Santa Maria Maggiore), diretta dal M° Licinio Refice. Nel 1947 parteciparono al "Coro dei cantori romani di musica sacra", costituito da cantori delle più importanti cappelle musicali romane e diretto da Licinio Refice, che si esibì in una tournée di sei mesi ed oltre cento concerti negli Stati Uniti, in Canada e in Messico. La collaborazione con la Cappella Musicale Liberiana proseguì anche dopo il 1948, quando ne assunse la direzione Domenico Bartolucci, con concerti di polifonia classica in Germania, Belgio, Paesi Bassi, Irlanda.
Padre Giovanni Maria Catena continuò ad occuparsi del coro anche dopo la sua nomina nel 1957 a Magister Puerorum della Cappella Musicale Pontificia Sistina, di cui nel frattempo il M° Domenico Bartolucci, scomparso il M° Lorenzo Perosi, era diventato Direttore perpetuo. Negli anni sessanta furono ammesse al coro anche le ragazze e il complesso prese il nome di "Istituto fanciulli cantori di Santa Maria in Via". Nel 1969 furono inserite anche le voci virili, costituite dagli ex fanciulli cantori.
Dopo la morte di padre Giovanni Maria Catena e padre Raffaele Preite, il coro, formato ormai da adulti, prese il nome attuale, continuando nella sede storica la propria tradizione musicale. Il repertorio del coro spazia essenzialmente tra i grandi autori di polifonia sacra classica e contemporanea.
Dal 2003 la Cappella è diretta dal M° Luigi Ciuffa. Sotto la sua direzione ha eseguito una serie di concerti particolarmente apprezzati dal pubblico. In particolare si ricordano la partecipazione alla X edizione della Festa Europea della Musica in Roma nel 2004, all’evento televisivo della Rai “La Bibbia giorno e notte” nel 2008 e alla VI Rassegna di Cori Polifonici presso l’Abbazia di Montevergine (AV) nel 2010. Si è esibita in occasione del Cinquantenario della morte di Bonaventura Somma a Chianciano Terme ed alla Galleria Nazionale di Arte Antica di Palazzo Corsini a Roma nell’ambito delle manifestazioni musicali promosse dal Ministero dei beni e delle attività culturali e del turismo. Ha cantato, inoltre, nel Castello di Monteriggioni (SI) per i festeggiamenti della Madonna del Rosario e presso il Museo Archeologico Nazionale a Venafro (IS) per l’inaugurazione della mostra “Splendori dal Medioevo”.
Nel 2014 ha eseguito in prima assoluta ed inciso per l’etichetta Choralife la Missa in Festo Beatae Virginis Mariae de Horto del M° Aurelio Porfiri.
Recentemente ha tenuto concerti nella Cattedrale di S. Agapito a Palestrina per conto della Fondazione Giovanni Pierluigi da Palestrina e a Bologna nella Basilica di S. Maria dei Servi, interamente dedicati al grande polifonista e, su invito della Fondazione Domenico Bartolucci, ha preso parte alla Rassegna per il Centenario della nascita del Cardinale. È da ricordare inoltre il "Concerto per la pace", tenuto in Roma per conto dell'Ispettorato generale dei cappellani del Dipartimento dell'amministrazione penitenziaria ed in collaborazione con la Comunità di S. Egidio.

## Il Direttore
Luigi Ciuffa, Direttore della Cappella Musicale di Santa Maria in Via, nonché Direttore del Conservatorio Francesco Morlacchi di Perugia. ha conseguito presso il Conservatorio di “S. Cecilia” in Roma i diplomi di Pianoforte, Composizione, Organo e Composizione Organistica, Musica Corale e Direzione di Coro. Già in possesso di varie abilitazioni, è risultato vincitore dei concorsi nazionali per esami e titoli di Fuga e Composizione e di Musica corale e Direzione di coro.  È titolare della Cattedra di Direzione di Coro e Composizione Corale, nonché del biennio specialistico di Direzione di Coro presso il Conservatorio “F. Morlacchi” di Perugia.
All’attività didattica ha sempre affiancato quella di pianista, compositore, organista e direttore di formazioni vocali e/o strumentali. Numerosissimi sono infatti i concerti effettuati per conto di Enti e Associazioni in ambito nazionale ed europeo: Fondazione Pierluigi da Palestrina, Pontificio Istituto di Musica Sacra di Roma, Teatro Sociale di Rovigo, Université d'Évry (Parigi), Fondazione Valentino Bucchi, Stagioni concertistiche del Conservatorio di Rovigo, Fondazione D. Bartolucci, Festival “Wakacje z Muzyka” in Nowy Sacz (Polonia), Regia Accademia Filarmonica di Bologna, Associazione Organistica del Lazio, Società Aquilana dei Concerti B. Barattelli, Istituto dell'Organo Storico Italiano, per citarne alcuni.
Nel 2014 ha fatto parte della giuria dei Concorsi polifonici nazionali ed internazionali di Arezzo, nell'edizione 2015 di quella del 42º Concorso Internazionale di Composizione.
Ha diretto il Coro Lorenzo Perosi di Cave (RM) in numerosissimi concerti a cappella e con orchestra e in importanti celebrazioni liturgiche dal 1991 al 2016, registrando per la Erreffe Edizioni Musicali.
Nel 2023 inoltre ha fondato "De Musica Ensemble", una formazione strumentale e vocale ad organico variabile, che recentemente si è esibita insieme al Soprano Maria Chiara Forte a Palazzo Barberini, per conto della Fondazione Giovanni Pierluigi da Palestrina, con l’esecuzione di Arie, Cantate e Sonate di Georg Friederich Haendel. Per le celebrazioni del 350º anniversario della morte del compositore Giacomo Carissimi ha eseguito lo Jephte per il Ministero della Giustizia e presso la Chiesa della Madonna del Pozzo a Roma. Nell’ambito del Convegno Internazionale di Studi dell’Ibimus calabrese su Leonardo Vinci ha eseguito due concerti con l’esecuzione di Cantate e Sonate di Vinci e Vivaldi insieme al Soprano Maria Chiara Forte, presso la Cappella dei Nobili di Tropea.
Dal 1998 è primo organista nella Chiesa di S. Maria in Via in Roma ed è dal 2003 direttore dell’omonima Cappella Musicale.